# Schienenverkehr in Libyen

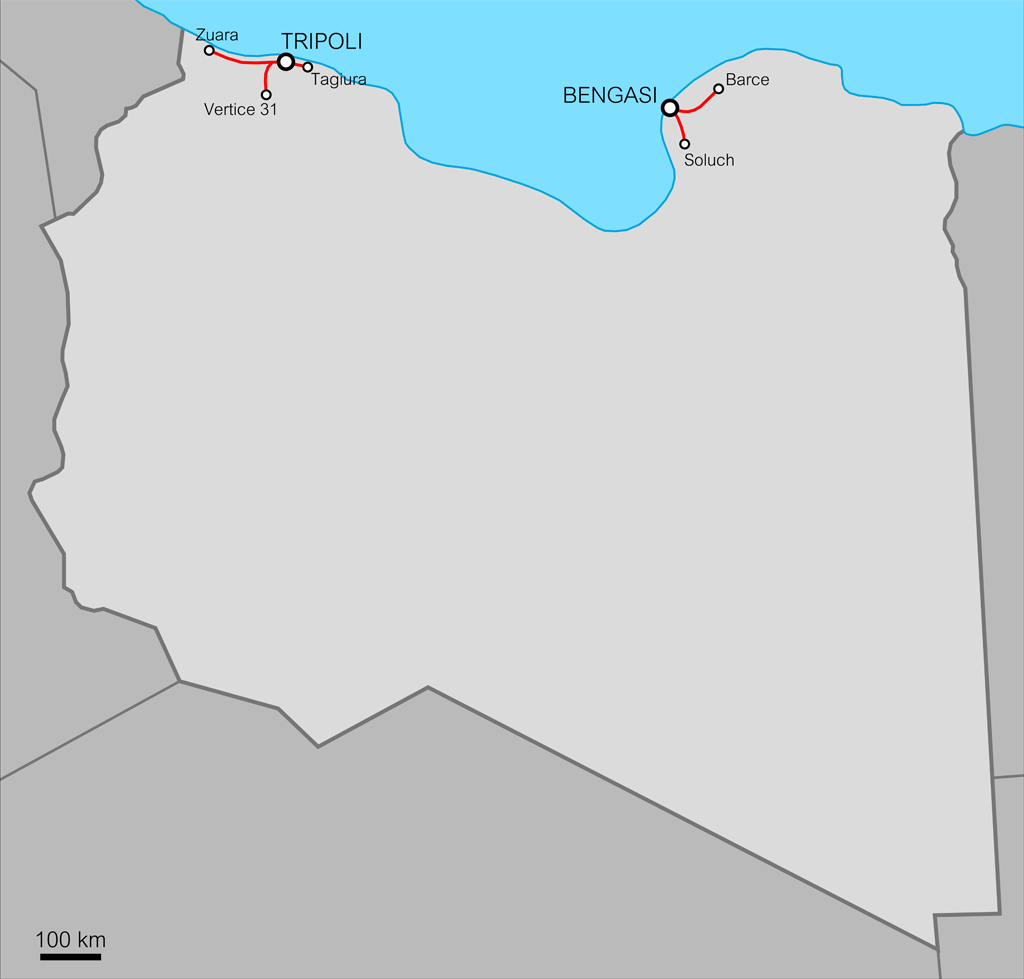
Libyens Eisenbahnnetz während der italienischen Kolonialherrschaft

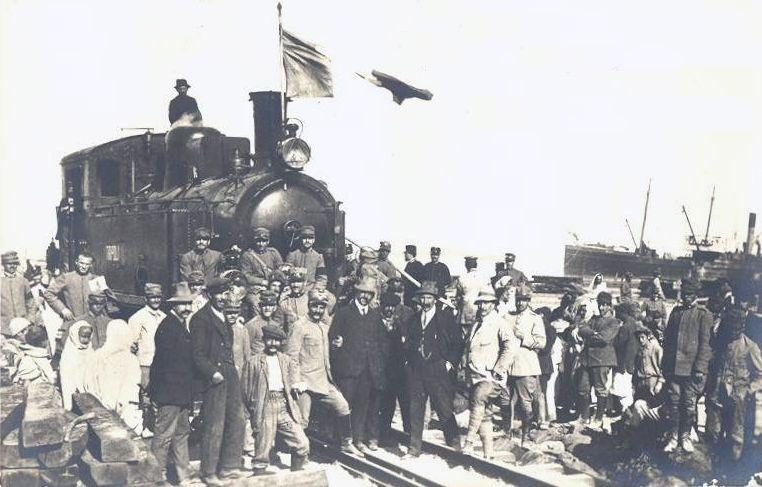
Ankunft der ersten Lokomotive im Hafen von Tripolis, ca. 1912

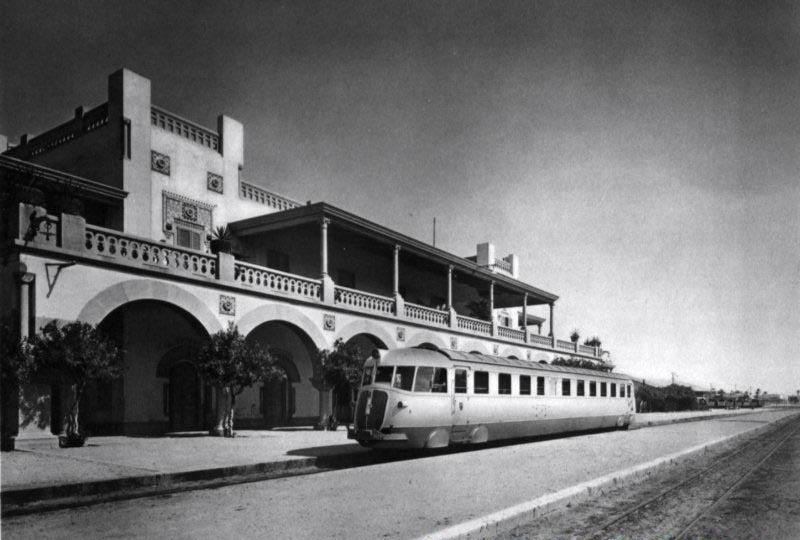
Littorina im Hauptbahnhof Tripolis ca. 1950

Derzeit gibt es keinen Schienenverkehr in Libyen. Jedoch gab es in der Vergangenheit dort zwei Schmalspurbahnnetze.

## Eisenbahnen der Kolonialzeit
Das Königreich Italien errichtete als Kolonialmacht in Libyen von den Städten Tripolis und Bengasi ausgehend zwei schmalspurige Eisenbahnnetze in unterschiedlichen Spurweiten in das Umfeld beider Städte, die zusammen etwa 400 km lang waren.
- Das Netz um Tripolis wurde in 950-mm-Spur errichtet und die erste Strecke ging am 12. März 1912 in Betrieb. Die Strecken führten von Tripolis
  - 120 km westlich nach Zuwara
  - 100 km südlich nach Vertice 31 (bei Gharyan)
  - 10 km östlich nach Tadjoura
- Das Netz um Bengasi wurde zwischen 1911 und 1927 in 750-mm-Spur errichtet und später auf 950 mm umgespurt. Die Strecken führten von Bengasi
  - 110 km nach al-Mardsch (damals: „Barce“)
  - 56 km nach Suluq
  - 40 km Verlängerung von Barce nach Derna für militärische Zwecke im Ersten Weltkrieg. Dies war die letzte Strecke, die in Libyen noch in Betrieb war – bis 1965.

Während des Zweiten Weltkriegs wurde 1941 eine Verbindungsstrecke zwischen Tripolis und Bengasi begonnen, aber aufgrund der italienischen Niederlage nie vollendet.
Die Senussi Cave Railway war eine 1941 während der Belagerung von Tobruk errichtete knapp 400 m lange Schmalspurbahn bei der Senussihöhle in der Nähe von Tobruk.
Weiter wurde während des Zweiten Weltkriegs seitens der Alliierten von Ägypten aus eine normalspurige Bahnstrecke durch Libyen nach Westen vorangetrieben. Diese setzte 10 km von Marsa Matruh am ägyptischen Netz an und führte nach Tobruk. Die Strecke war 350 km lang, von denen, westlich von Sollum, 125 km in Libyen lagen. Nachdem die Strecke am 20. Dezember 1946 stillgelegt worden war, wurde der in Libyen liegende Abschnitt demontiert.
Seit der Betriebseinstellung der letzten Schmalspurbahn im Jahre 1965 existiert in Libyen kein Schienenverkehr mehr.

## Projekte unter Gaddafi

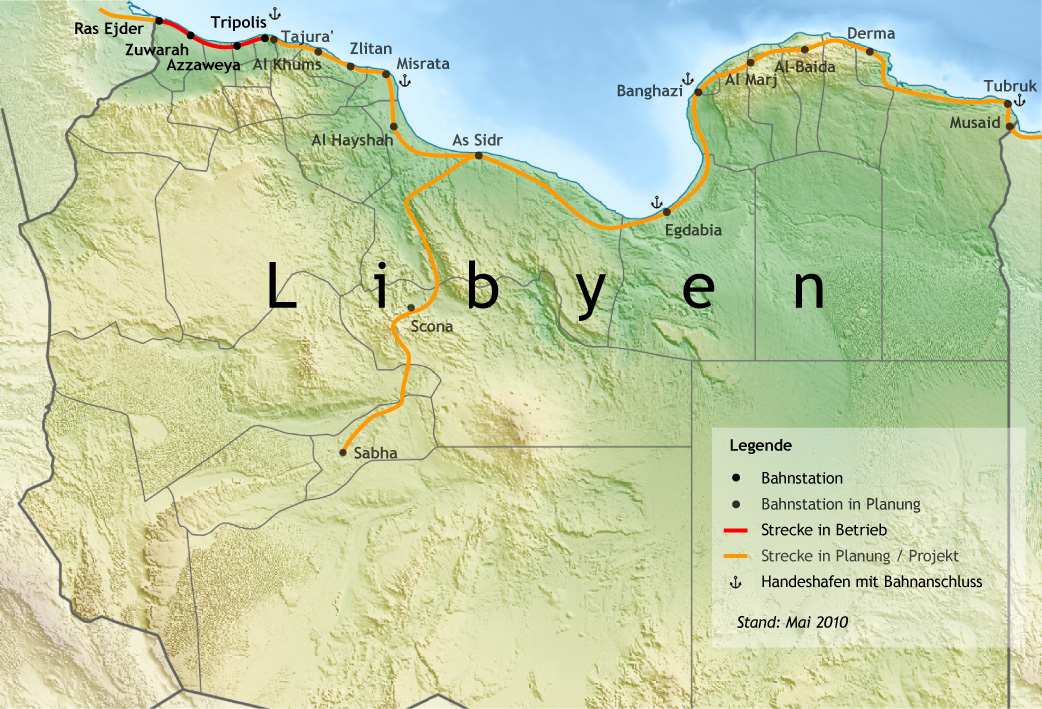
Geplantes Eisenbahnnetz Libyens

Seit etwa 1998 wurde an einem landesweiten Eisenbahnnetz gearbeitet. Geplant war ein Netz im Umfang von 3170 km, das in Normalspur ausgeführt wurde:
- Die nordafrikanische Bahntransversale entlang der südlichen Mittelmeerküste von Marokko bis Ägypten sollte zweigleisig ausgeführt werden und aus folgenden Abschnitten bestehen:
  - im Westen: die Bahnstrecke Ras Ejder–Sirt (625 km). Diese Strecke sollte an der Westgrenze Libyens, nahe Ras Ejder, an das tunesische Eisenbahnnetz anbinden und der Küste entlang durch das Ballungszentrum von Tripolis weiter nach Sirt führen. Davon ging eine 5 km lange Teststrecke bei Tripolis in Betrieb.[4]
  - im Zentrum: die Bahnstrecke Sirt–Bengasi (550 km), die in einem Bogen um die Große Syrte verlaufen sollte. Als Zwischenstationen waren u. a. vorgesehen: Ras Lanuf, Al Brayqah (Port Brega) und Adschdabiya.
  - im Osten: die Bahnstrecke Bengasi–Musaid (Umm Saad), die nahe Sollum an die bestehende ägyptische Bahnstrecke in Richtung Nildelta anschließen sollte. Libyscher Grenzbahnhof wäre Musaid (Umm Saad) geworden. Die Planung erfolgte durch das deutsche Büro Dorsch Afrique[5] der Dorsch-Gruppe.
- Eine Verbindung ins Landesinnere für den Schienengütertransport von Rohstoffen, z. B. Eisenerz aus dem Gebiet von Sabha, Kaolin und Quarzsand an Seehäfen und Industriestandorte an der libyschen Küste: Die nord-süd-gerichtete Bahnstrecke Misrata–Sabha sollte eingleisig ausgeführt und später über Al Gadrun und Toumu in Richtung des Nachbarlandes Niger verlängert werden.[6] Als Anknüpfungspunkte zur Küstenstrecke waren Al Hayshah / Abu Qurayn (zwischen Misratah und Sirt) sowie später in Sirt geplant.[7]

Die Kosten für das Vorhaben wurden auf 7 Mrd. Euro veranschlagt. Davon entfallen knapp 6 Mrd. auf den libyschen Abschnitt der nordafrikanischen Bahntransversale. Die Fortführung der Strecke nach Ägypten hätte weitere knapp zwei Milliarden Euro gekostet.
Nach dem Ausbruch des Bürgerkrieges in Libyen im Februar 2011 wurden alle Bauarbeiten eingestellt. Die ausländischen Firmen, die die Baustellen betrieben, evakuierten ihre Mitarbeiter oder diese flohen. Die bauausführenden Firmen lehnen es ab, die Arbeit wieder aufzunehmen, der postrevolutionäre libysche Staat verfolgte das Projekt zunächst nicht weiter, wohl auch weil es unmittelbar mit dem gestürzten Diktator Muammar al-Gaddafi assoziiert wurde. Im Februar 2013 gab das Ministerium für Transportation allerdings die Wiederaufnahme des Projekts bekannt.

### Investitionsruine
Die bereits errichteten Teile der Bahnanlagen sind nicht in betriebsfähigem Zustand. Das Ganze bleibt als riesige Investitionsruine zurück. Im Nachhinein erhebt sich erhebliche Kritik an der Planung und Ausführung. So liegen die Empfangsgebäude für den Personenverkehr oft weit abgelegen von den Städten und die Zuwegung wurde nicht einmal in Angriff genommen.
Silvio Berlusconi hatte als italienischer Premierminister dem libyschen Revolutionsführer Muammar al-Gaddafi zum 40. Jahrestag seiner Revolution 2010 als Staatsgeschenk einen zum Salontriebwagen umgebauten DSB MG aus der laufenden Produktion dieser Züge für die Dänischen Staatsbahnen übereignet. Der Zug befand sich auch 2019 weiterhin, abgestellt auf dem Gleis einer nicht fertig gestellten Strecke, in Libyen.  Die US-amerikanischen Hersteller der 244 bereits bestellten Lokomotiven dürften auf diesem Auftrag sitzen bleiben.